# Burayevsky (huyện)
Huyện Burayevsky (tiếng Nga: Бура́евский райо́н; tiếng Bashkir: Борай районы) là một huyện hành chính tự quản (raion), của Bashkortostan, Nga. Huyện có diện tích 1808 kilômét vuông. Trung tâm của huyện đóng ở Burayevo.